# Urou-et-Crennes
Urou-et-Crennes è un comune francese di 797 abitanti situato nel dipartimento dell'Orne nella regione della Normandia.

## Società

### Evoluzione demografica
Abitanti censiti